# St. Ursula (Alsleben)

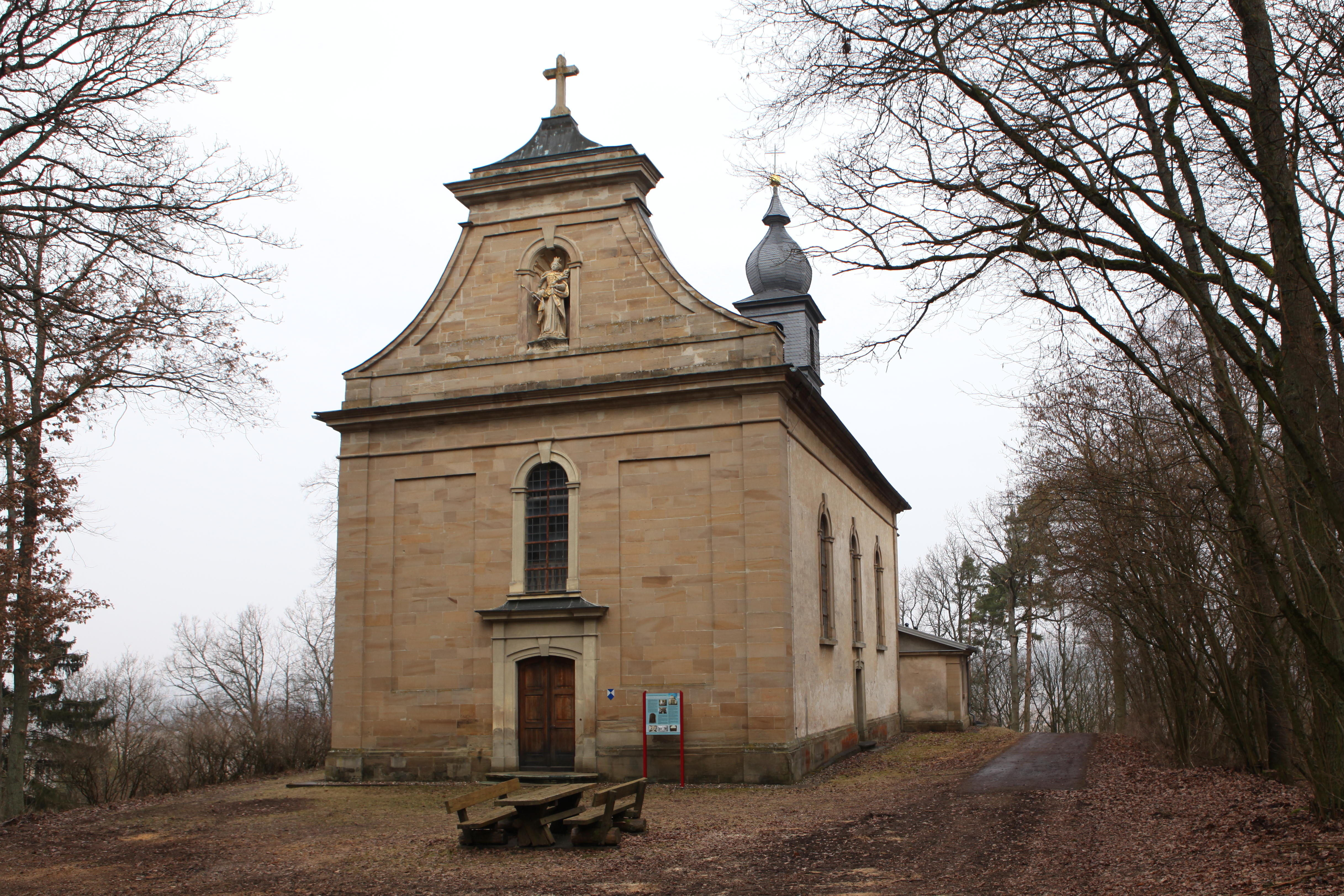
Alsleben, St. Ursula

Die St.-Ursula-Kapelle ist eine der heiligen Ursula geweihte Wallfahrtskirche aus der Mitte des 18. Jahrhunderts. Sie befindet sich eineinhalb Kilometer südöstlich von Alsleben bei Bad Königshofen in Unterfranken in einem Waldstück in unmittelbarer Nähe der bayerisch-thüringischen Landesgrenze.

## Geschichte
Schon im 15. Jahrhundert stand ein der heiligen Ursula geweihtes Gotteshaus auf dem Berg. Dieses wurde während der Bauernkriege im Jahr 1525 zerstört, aber schon bald wieder durch eine neue kleine Kapelle ersetzt. Im Jahr 1704 stiftete die Witwe des Sternberger Schlossbauers Wolff Dietrich Truchseß von Wetzhausen (Freifrau Eva Rosina) die Reliquien. Dadurch wurde die Kapelle sehr schnell ein beliebtes Wallfahrtsziel. Es kamen bis zu 10.000 Wallfahrer im Jahr. Im Jahr 1750 wurde mit dem Bau einer neuen größeren Kirche begonnen, die 1754 geweiht wurde. Im Jahr 1803 wurde St. Ursula geschlossen, aber nach Protesten schon im Jahr 1811 wieder geöffnet.
Am 5. Juli 1875 setzte ein Blitzschlag die Kirche in Brand, aus dem Bauwerk wurde eine Ruine. Ein Jahr später wurde sie wieder von den Bürgern neugebaut und 1882 feierlich eingeweiht, 1888 folgte der Sakristeianbau. Im Jahr 1982 wurden zwei neue Glocken geweiht, die die Soldatenkameradschaft Alsleben und private Spender stifteten. Die Glocken sind auf d-f-g gestimmt.

## Architektur
Die Kirche, ein Saalbau, hat einen dreiseitig geschlossenen Chor und ein Langhaus mit Flachdecke und drei Fensterachsen. An drei Seiten stehen Eingangsportale. Die Giebelfassade ist in Werkstein ausgeführt und durch einen Schweifgiebel und eine Muschelnische mit einer Steinfigur der heiligen Ursula gekennzeichnet. An der Südseite steht eine Kreuzigungsgruppe mit neuromanischem Sockel aus der zweiten Hälfte des 19. Jahrhunderts.